# Socialismo cooperativo
El socialismo cooperativo es como se conoce a la ideología oficial adoptada por el Congreso Nacional del Pueblo (PNC), partido gobernante de Guyana entre 1964 y 1992, basada en el ideario político de su entonces líder, Forbes Burnham. Dicha ideología, que se estableció como una suerte de variante del socialismo orientada a la no alineación internacional, se vio retratada en la denominación oficial del país tras el fin de la monarquía británica: «República Cooperativa de Guyana», que mantiene hasta la actualidad.
Durante el gobierno de Burnham (1964-1985), el gobierno guyanés implementó políticas estatistas, nacionalizando casi la totalidad de las empresas presentes en el país, y manteniendo de manera paralela estrechos vínculos con los países del Bloque del Este, como la Unión Soviética y Cuba. Sin embargo, el régimen imperante tuvo diferencias sustanciales con el comunismo soviético, como el mantenimiento nominal de la democracia liberal multipartidista como forma de gobierno (si bien todas las elecciones durante este período fueron masivamente manipuladas), un tribalismo práctico en cuestiones raciales (siendo que la mayor parte de los votantes del PNC pertenecían a la población afroguyanesa, mientras que su principal opositor, el marxista-leninista Partido Progresista del Pueblo, estaba orientado a la población indoguyanesa), y el rechazo a una alineación abierta con los movimientos socialistas nacionales, en gran medida debido a la presión del Bloque Occidental para evitar que los países de América Latina (históricamente ligados a este bloque) se orientaran al comunismo. Guyana formó parte del Movimiento de Países No Alineados.
Mientras que el régimen de Burnham fue acusado de cometer violaciones a los derechos humanos, las políticas económicas del régimen y su falta de una alineación coherente condujeron a un desastre económico, convirtiendo al país en uno de los más pobres del continente para finales de la gestión del PNC, mientras que a nivel social, las divisiones raciales entre indoguyaneses y afroguyaneses se volvieron endémicas, afectando a los dos partidos mayoritarios, al punto que hasta el día de hoy la raza continúa siendo un factor dominante en la política guyanesa.
El sistema de «socialismo cooperativo» se vio consolidado con la Constitución de 1980, pero inició un rápido declive después de la muerte de Burnham, en 1985. Durante el gobierno de Desmond Hoyte (1985-1992), se inició un lento desmantelamiento del sistema, pues mientras que Hoyte mantuvo la retórica socialista de Burnham, en la práctica implementó medidas de liberalización económica y mantuvo conversaciones con el Fondo Monetario Internacional (FMI) a partir de 1988. Entre 1989 y 1991, el gobierno de Hoyte inició negociaciones con la Coalición Patriótica para la Democracia (PCD), una alianza de partidos opositores, logrando el llamado a elecciones libres a fines de 1992, que ganó el PPP. Con posterioridad a su derrota electoral y hasta su retorno al poder en 2015, el PNC abandonó gran parte de su retórica izquierdista, sobre todo el uso del término «socialismo cooperativo» en sí, prefiriendo recurrir a un discurso de corte reformista.